# Навчальний центр Графенвер
Навчальний центр Графенвер (нім. Truppenübungsplatz Grafenwöhr) — військовий навчальний центр, військовий полігон на території німецької Баварії, призначений для всебічної індивідуальної підготовки фахівців та спеціалістів, а також окремих підрозділів та частин армії США, забезпечення ефективного процесу їх тренування та навчання, а також для випробування нових зразків озброєння та військової техніки, зокрема танків, що перебувають на озброєнні сухопутних військ Сполучених Штатів.
Військовий центр займає територію у 223 км2 поблизу містечка Графенвер, у районі Нойштадт-ан-дер-Вальднаабі, Верхній Пфальц, Баварія. Загальна чисельність особового складу та мешканців центру, який є одним з найбільших військових полігонів та найбільший тренувальний центр НАТО у Західній Європі, становить близько 6 000 чол.

## Історія
Ідея створення у Залізбурзькій долині військового полігону належала князю Луїтпольду, регенту Баварії, який у 1907 році вибрав область поблизу селища Графенвер, як місце, що найкраще підходить для навчання баварської армії. Будівництво розпочалося у 1908 році і тривало до 1915 року. О 8 годині ранку 30 червня 1910 року на полігоні пролунав перший артилерійський постріл.
Протягом Першої світової війни, від 1914–1918, центр був використаний для підготовки бойових формувань. Після закінчення війни вище німецьке командування використовувало полігон у Графенвері для підготовки 100 000 осіб німецької армії Веймарської республіки. У 1933 році Адольф Гітлер прийшов до влади, розпочалася інтенсивна розбудова нових Збройних сил Третього Рейху і вже протягом декількох років район навчання став замалим для швидко зростаючої німецької армії. У 1936 році він був розширений до нинішніх розмірів у 90 квадратних миль.
5 і 8 квітня 1945 табір і місто піддавалися ударам повітряних сил союзників. 20 квітня 1945 німецький комендант навчального центру капітулював американським військам. Протягом перших кількох років, тільки окремі підрозділи, які дислокувалися на Графенвері, використовували полігонні об'єкти. У 1947 році, американська армія відновила полігон з метою підготовки власних сил.
З 2016 року на полігоні відбуваються багатонаціональні військові змагання Strong Europe Tank Challenge. Крім того, він є місцем проведення багатонаціональних навчань артилерійських підрозділів Dynamic Front.